# Dicrocoelium dendriticum
Petite douve du foie
Ne doit pas être confondu avec Grande douve du foie.
Espèce
Dicrocoelium dendriticum, aussi dénommé Dicrocoelium lanceolatum, est un petit ver plat (plathelminthe), une espèce de ver parasite de la famille des Dicrocoeliidae, appelé plus communément petite douve du foie. 
Elle est surtout répandue dans tout l'Ancien Monde (hémisphère nord) chez les grands herbivores domestiques (mouton et bœuf), elle est responsable de la distomatose hépatique à petite douve ou dicrocœliose, une parasitose très fréquente chez les animaux et très rare chez l'homme.
La petite douve du foie vit de préférence dans les canaux biliaires du mouton, souvent en association avec la grande douve Fasciola hepatica. Le cycle de développement est terrestre, sans passage par une phase aquatique. Ce cycle comprend deux hôtes intermédiaires et un hôte définitif :  un escargot terrestre, une fourmi, et un ruminant .

## Morphologie
L’adulte, lancéolé et de couleur claire, mesure environ 5-10 mm sur 2 mm.
Les œufs sont ovoïdes, operculés, de petites dimensions 38-49 microns sur 22-33 microns.

## Biologie
L'adulte vivant, parfois en nombre considérable (50 000) dans les voies biliaires et pancréatiques du bétail, pond de petits œufs qui sont éliminés avec les  matières fécales dans les prairies de pâturage.
Avalé par un mollusque terrestre, l’œuf éclot dans la cavité digestive d’un gastéropode du genre Helicella, Zebrina, ou encore Cochlicopa lubrica.  Il évolue en sporocyste, puis en cercaire. Les cercaires sont libérées enrobées de mucus. 
Elles sont ensuite ingérées par des fourmis (Formica fusca) dans lesquelles elles s’enkystent sous forme de métacercaires. Une métacercaire, parfois deux, peuvent se localiser au niveau du ganglion nerveux sous-œsophagien d'une fourmi, provoquant des contractions des mandibules. Ces spasmes mandibulaires maintiennent la fourmi sur un brin d'herbe ou un pétale de fleur,. C'est un phénomène de « manipulation parasitaire ». 
Ces fourmis sont ensuite ingérées par des animaux brouteurs au pâturage (bœufs, moutons), chez qui les métacercaires deviennent des adultes. Si elles n'ont pas été mangées, les fourmis quittent leur brin d'herbe ou pétale au matin, lorsque la température remonte, et y retourneront le soir suivant quand elle fraîchira de nouveau.
Les jeunes douves gagnent les canaux hépatiques par le système porte hépatique.

## Répartition géographique et importance
Extrêmement fréquente chez le mouton, notamment en Europe, son cycle nécessite l’ingestion par l’hôte définitif de fourmis parasitées par les métacercaires infectieuses. Cette particularité explique l’extrême rareté des infections humaines authentiques et la fréquence des faux diagnostics dus aux œufs en transit.
Ces œufs en transit chez l'homme ont été absorbés avec des pâtés de foie d'animaux parasités (mouton, bœuf). Ces œufs cuits ne sont pas une forme infectante, ils ne font que transiter dans le tube digestif humain pour être éliminés par les selles. Ce phénomène, relativement fréquent, ne nécessite aucun traitement.
En revanche, l'infection humaine authentique nécessite une ingestion accidentelle de fourmi parasitée (porteuse de métacercaires infectantes), soit lors de pique-nique, soit lors de consommation de salade de pissenlit. Les œufs éliminés par les selles humaines proviennent alors de la ponte d'adultes présents dans le foie humain. Ces cas sont rarissimes (une dizaine de cas publiés dans le monde au cours du XXe siècle).

## Diagnostic et traitement
Chez l'homme, la petite douve du foie entraine des troubles digestifs variés, une altération de l'état général, voire des manifestations neurologiques.
Le diagnostic repose sur la mise en évidence des œufs dans les selles ou la bile, à condition d'éliminer d'abord la possibilité d'œufs en transit. Dans ce dernier cas, un deuxième examen des selles quelques jours plus tard ne les retrouve plus.  L'immunoélectrophorèse peut être utile.
Le traitement se base sur des dérivés de l'émétine, ou sur le praziquantel.

## Prévention
Éviter de consommer des pissenlits provenant de prairies où paissent des troupeaux.

## Représentations culturelles
- « Le dispositif était la somme des héritages comportementaux, des sollicitations sociales, des influences politiques, des contraintes économiques qui déterminaient nos destins, sans se faire remarquer. Le dispositif disposait de nous. Il nous imposait une conduite à tenir insidieusement, sournoisement, sans même que l'on s'aperçut de l'augmentation de son pouvoir. Il existait un petit ver, la douve, qui infectait les fourmis et contrôlait leurs mouvements, pour les contraindre à l'immobilité sur un brin d'herbe afin qu'elles s'offrent en pâture aux herbivores, qui devenaient alors les nouveaux hôtes du parasite. La douve était le dispositif de la fourmi. Les puces au silicium étaient nos propres douves. Chacun de nous portait son parasite, de son plein gré, sous la forme d'un de ces processeurs technologiques qui régulaient nos vies. »

Sylvain Tesson, Sur les chemins noirs, Paris, Gallimard, 2016, p. 84-85